# پنل خورشیدی
سامانه پنل خورشیدی (به انگلیسی: Solar panel) سامانه‌ای است که می تواند انرژی خورشید را دریافت کند و آن را به الکتریسیته تبدیل کند که برای مصرف های تجاری و مسکونی قابل استفاده باشد. سامانه‌های فتوولتائیک معمولاً شامل یک پنل و ماژول های صفحات خورشیدی، اینورتر، و گاهی یک باتری یا ردیاب خورشیدی و سیم‌کشی اتصالات نیز می باشد.

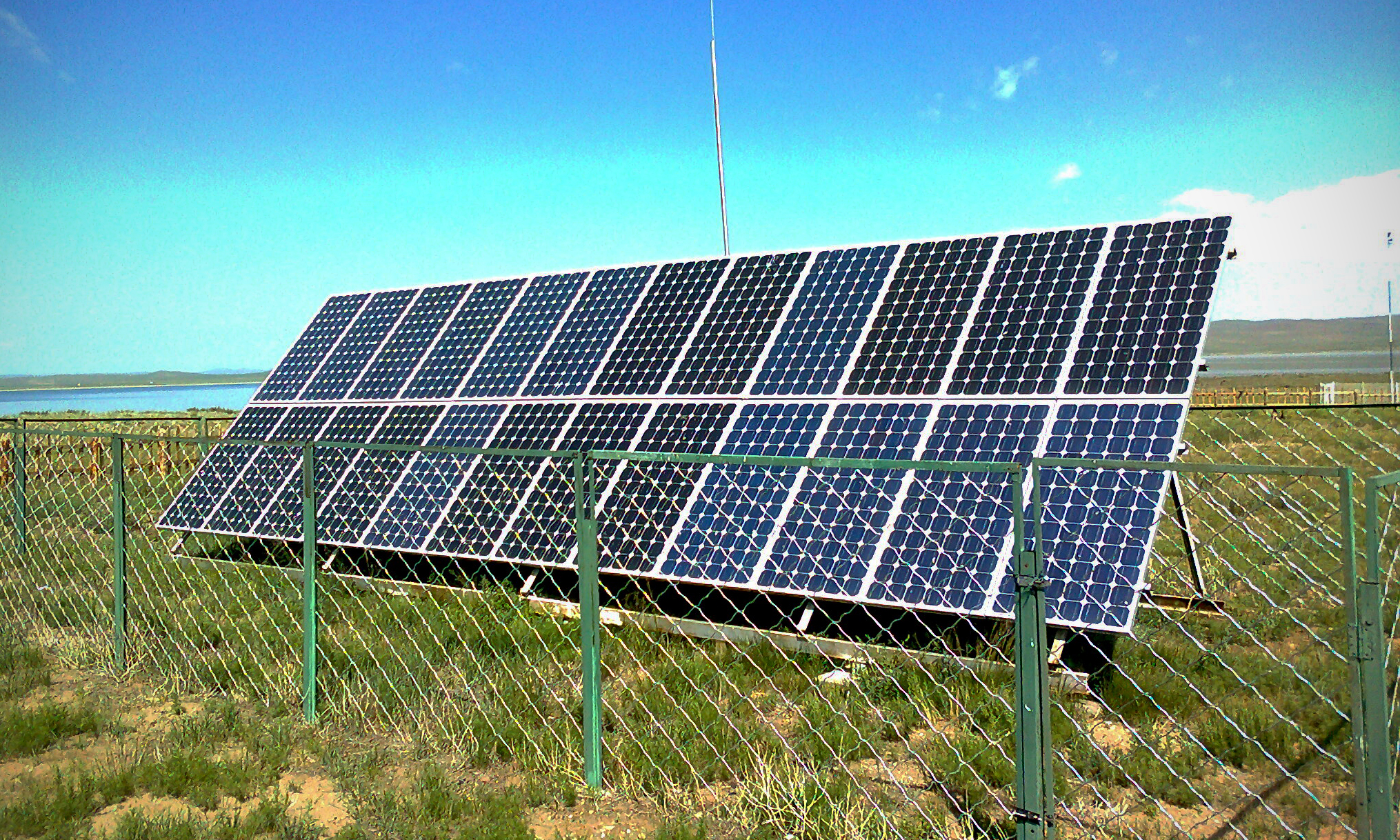
یک پنل ۲۴ تایی سلول‌های خورشیدی در مغولستان

پنل خورشیدی به یک ماژول فتوولتاییک گفته می شود یا یک پنل آب گرم خورشیدی، یا به یک مجموعه از ماژول های PV خورشیدی که به لحاظ الکتریکی، روی یک ساختار تکیه گاهی نصب شده اند. یک مدل PV، مجموعه ای از سلول های خورشیدی است که به هم متصل شده اند. پنل های خورشیدی را می توان به عنوان مؤلفه ای از یک سامانه فتوولتاییک بزرگتر، برای تولید و ذخیرهٔ الکتریسیته در کاربردهای تجاری و مسکونی، استفاده کرد. هر ماژول با یک توان خروجی DC، درجه‌بندی شده است که تحت شرایط تست استاندارد عمل می کنند (STC) و نوعاً از ۳۲۰ – ۱۰۰ وات دامنه و تنوع دارند. راندمان یک ماژول، مساحت ماژول (با خروجی مشابه درجه بندی شده) را تعیین می کند – ماژولی ۲۳۰ وات با راندمان ۸٪ دارای دو برابر مساحت یک ماژول ۲۳۰ واتی با راندمان ۱۶ درصد است – تعداد اندکی از پنل‌های خورشیدی وجود دارند که راندمانشان / بازده‌شان بیشتر از ۱۹ درصد باشد. یک ماژول خورشیدی منفرد می‌تواند تنها به میزان محدودی توان تولید کند، اکثر تأسیسات حاوی ماژول‌های چندگانه هستند. یک سامانه فتوولتاییک نوعاً شامل یک پنل یا آرایه‌ای از ماژول‌های خورشیدی، یک مبدل و گاهی یک باهی یا تراکر خورشیدی و سیم پیچی درونی است.

## تئوری و ساخت
ماژول های خورشیدی از انرژی نور خورشید یا فوتون ها برای تولید الکتریسیته از طریق تأثیر فتوولتاییک استفاده می کنند. اکثر ماژول ها از سلول های سیلیکون کریستالی وِیفر – محور یا سلول های فیلم نازک مبتنی بر کادمیوم تلیورید یا سیلیکون، استفاده می‌کنند. عضو ساختاری (حامل بار) یک ماژول می‌تواند یک لایه تاپ یا بالایی باشد یا یک لایه عقبی سلول‌ها باید از آسیب مکانیکی و رطوبت محافظت شوند. اکثر ماژول‌های خورشیدی غیر منعطف هستند ولی گونه‌های نیمه منعطف هم وجود دارند، که همان سلول‌های فیلم نازک می‌باشند. از این ماژول‌های خورشیدی اولیه، برای اولین بار در سال ۱۹۵۸ در فضا استفاده شد. اتصالات الکتریکی به صورت سری ساخته می‌شوند تا به ولتاژ خروجی مطلوب برسند یا به صورت موازی ساخته می‌شوند تا حداکثر کارایی جریان الکتریسیته به‌دست آید. سیم‌های هدایت‌کننده که جریان را از ماژول‌ها خارج می‌کنند، ممکن است حاوی نقره، مس یا دیگر فلزات رسانای غیر مغناطیسی باشند. این سلول‌ها باید به صورت الکتریکی با بقیه سامانه متصل باشند. ماژول‌های فتوولتاییک با کاربرد زمینی، از متصل‌کننده‌ها یا رابطه‌های MC3 یا MC4 برای تسهیل و تقویت اتصالات مقاوم در برابر آب و هوا، استفاده می‌کنند. دیودهای بای پاس را می‌توان هم در داخل و هم در بیرون ماژول‌ها استفاده کرد، (در مورد سایه افکنی نسبی بر ماژول) تا خروجی بخش‌های ماژول، به ماکزیمم برسد و هنوز هم روشنایی خود را داشته باشند. برخی از طرح‌های ماژول خورشیدی، اخیراً دارای متمرکزکننده‌هایی هستند که نور در آن از طریق آینه یا عدسی (لنز) متمرکز می‌شود و روی آرایه‌ای از سلول‌های کوچکتر پخش می‌شود. این ویژگی، امکان استفاده از سلول‌هایی کم هزینه تر به جای انواع با هزینه بالا در هر قسمت از یونیت، را فراهم می‌سازد.

## بازده و راندمان
بسته به ساختار مورد نظر، ماژول‌های فتوولتاییک می‌توانند الکتریسیته را در بازه‌ای از فرکانس‌های نوری، تولید کنند ولی نمی‌توانند تمامی طیف خورشید را بپوشانند؛ بنابراین اکثر انرژی خورشید توسط ماژول‌های خورشیدی به هدر می‌رود و اگر این ماژول‌ها با نور مونوکرومیک روشن شوند، می‌توانند راندمان بسیار بالاتری داشته باشند. گزینهٔ طراحی دیگر، این است که نور به طیف‌های مختلفی با دامنه و طول موج‌های متفاوت تقسیم شود و پرتوها را به سلول‌های متفاوتی هدایت کند که با این طیف‌ها تنظیم و سازگار شده‌اند. با این کار راندمان تا ۵۰ درصد افزایش می‌یابد. در حال حاضر بهترین میزان راندمان برای تبدیل نور خورشید، ۵/۲۱ درصد است که برای سلول‌های منفرد این میزان بسیار پایین‌تر است. کارآمدترین و پربازده‌ترین ماژول‌های انبوه، دارای میزان تراکم تا سقف ۱۷۵ وات (W/m^2) می‌باشند. تحقیقاتی که توسط امپریال کالج انجام شده، نشان می‌دهد که راندمان یک پنل خورشیدی را می‌توان با پوشش دهی سطح نیمه رسانا و دریافت‌کننده نور، به وسیله نانواستوانه‌های آلومینیومی، مثل رشته‌هاها یا لگو بلاک‌ها، بهبود داد. سپس نور پراکنده شده در طول یک مسیر طولانی درون نیمه رسانا حرکت می‌کند و بیشتر فوتونها می‌توانند جذب و به جریان تبدیل شوند. گر چه این نانواستوانه‌ها قبلاً به کار رفته‌اند در آن‌ها به جای آلومینیوم از طلا و نقره استفاده می‌شده، و پراکندگی نور در نزدیکی ناحیه مادون قرمز رخ می‌داده و نور مرئی نیز به شدت جذب می‌شده‌است. اکنون معلوم شده که آلومینیوم جزء فرابنفش طیف را جذب می‌کند و اجزاء مرئی و نزدیک مادون قرمز طیف هم در سطح آلومینیوم پخش می‌شوند. این تحقیق ادعا می‌کرد که با استفاده از آلومینیوم هزینه به شدت پایین آمده و راندمان بالا می‌رود چون آلومینیوم فراوان‌تر است و قیمتش از طلا و نقره کمتر است. این تحقیق خاطر نشان می‌کند که افزایش جریان پنل‌های خورشیدی با فیلم نازکتر را به لحاظ تکنیکی، کاربردی‌تر می‌کند و مصرف مواد به شدت کاهش می‌یابد و راندمان تبدیل افزایش پیدا می‌کند. بازده پنل خورشیدی را می‌توان به وسیله مقدار MPP پنل‌ خورشیدی محاسبه کرد. مبدل‌های خورشیدی توان DC را با اجرای فرایند MPPT به توان AC تبدیل می‌کنند: مبدل خورشیدی، توان خروجی سلول خورشیدی را دریافت و مقاومت مناسبی را در سلول‌های خورشیدی ایجاد می‌کند تا به توان ماکزیمم دست یابد. MPP در پنل خورشیدی از یک ولتاژ MPP و جریان MPP تشکیل شده‌است؛ در ظرفیت پنل خورشیدی، مقدار بالاتر حجم و ظرفیت، می‌تواند MPP بالاتری را نتیجه دهد. پنل‌های خورشیدی میکرو – تبدیلی، به صورت موازی سیم پیچی می‌شوند و نسبت به پنل‌های معمولی، خروجی بیشتری تولید می‌کنند (پنل‌های معمولی، اتصال سری دارند). میکرو مبدل‌های مذکور به صورت مستقل کار می‌کنند بنابراین هر پنل حداکثر خروجی ممکن را از نور موجود دارد.
اکثر ماژول‌های خورشیدی در حال حاضر از سلول‌های خورشیدی متشکل از سیلیکون مونوکریستالی، ساخته و تولید می‌شوند. در سال ۲۰۱۳، سیلیکون کریستالی بیش از ۹۰ درصد از تولید فتوولتاییک جهان را به خود اختصاص خواهد داد.

## ماژول‌های فیلم نازک
سومین نسل سلول‌های خورشیدی، سلول‌های فیلم نازک پیشرفته هستند. آن‌ها در مقایسه با تکنولوژی‌های دیگر خورشیدی، راندمان نسبتاً بالاتر و هزینهٔ کمتری دارند.

### ماژول‌های فیلم نازک سخت و غیر منعطف
در ماژول‌های فیلم نازک سخت و شکننده، سلول و ماژول در خط تولید یکسانی ساخته می‌شوند. سلول‌های روی یک زیرساخت یا رو ساخت شیشه‌ای ساخته می‌شود و اتصالات الکتریکی به صورت insitu تولید می‌شوند؛ که به آن «ترکیب مونولیتیک» گفته می‌شود. زیرساخت و روساخت با کپسولی که در صفحه جلو یا عقب قرار دارد و ورقه‌ای از شیشه است، روشن می‌شود. از عمده تکنولوژی‌های سلول در این طبقه می‌توان به Cdte, a-si, si+uc-si, tandem یا CIGS اشاره کرد. سیلیکون آمورفوس دارای میزان تبدیل خورشیدی ۱۲ – ۶ درصد است.

### ماژول‌های فیلم نازک منعطف
سلول‌های فیلم نازک منعطف و ماژول‌های روی خط تولید مشابهی تولید می‌شوند در این خط و لایه فوتو اکتیو و سایر لایه‌های لازم، روی یک زیر ساخت منعطف قرار می‌گیرند. اگر زیر ساخت، غیر رسانا و عایق باشد آنگاه می‌توان از ترکیب مونولیتیک استفاده کرد. اگر زیر ساخت رسانا باشد، تکنیک دیگری باید برای اتصال الکتریکی استفاده شود. سلول‌های با روشنایی فلورو پلیمر بی‌رنگ و شفافی روی قسمت جلویی و یک پلیمر مناسب برای اتصال با زیر ساخت نهایی، در طرف دیگر، در ماژول‌ها، مونتاژ می‌شوند. تنها ماژول منعطف موجود، از اتصال سه شاخه / سه تقاطعی سیلیکون آمورفوس استفاده می‌کند.
سلول‌های خورشیدی چند شاخه‌ای (IMM) که با تکنولوژی ترکیب – نیمه رسانا ساخته می‌شوند، در ژوئیهٔ سال ۲۰۰۸ میلادی به سطح تجاری رسیدند. دانشگاه میشیگان یک ماشین خورشیدی ساخته که برندهٔ مسابقه American solar Challenge (ژوئیهٔ ۲۰۰۸ میلادی) بود و از سلول‌های خورشیدی منعطف فیلم نازک IMM استفاده می‌کرد. نیازمندی‌هایی مسکونی و تجاری با هم فرق دارند، نیازمندی‌هایی مسکونی ساده هستند و می‌توان آن‌ها را بسته‌بندی کرد به‌طوری‌که با پیشرفت تکنولوژی سلول خورشیدی، تجهیزات خط پایه مثل باتری، مبدل و سوئیچ انتقال حسگری ولتاژ، باید فشرده باشند تا برای کاربرد خانگی مناسب باشند. کاربرد تجاری بسته به اندازه سرویس، در عصر سلول فتوولتاییک، محدودتر خواهد شد و بازتابنده‌های هذلولی و متمرکز سازه‌های خورشیدی پیچیده تری، در حال همگانی شدن و گسترش می‌باشند. پنل‌های فیلم نازک منعطف برای کاربری‌های قابل حمل مناسب و مطلوب هستند چون نسبت به سلول‌های کریستالی مقاومت بسیار بیشتری در برابر خرابی دارند ولی با برخورد به یک شی تیز ممکن است خراشیده شوند و آسیب ببینند. آن‌ها نسبت به پنل‌های خورشیدی سخت و غیر منعطف (استاندارد)، به ازای هر فوت (پا، ۳۰ سانتی‌متر) مربع، سبک‌تر هستند. بازار جهانی PV فیلم نازک و منعطف، علی‌رغم اظهار احتیاط دربارهٔ کل صنعت PV, CAGR به میزان ۳۵ درصد (۲۰۱۹) را پیش‌بینی کرده‌است که براساس مطالعه جدید Intertechpira، از 32GW فراتر می‌رود.

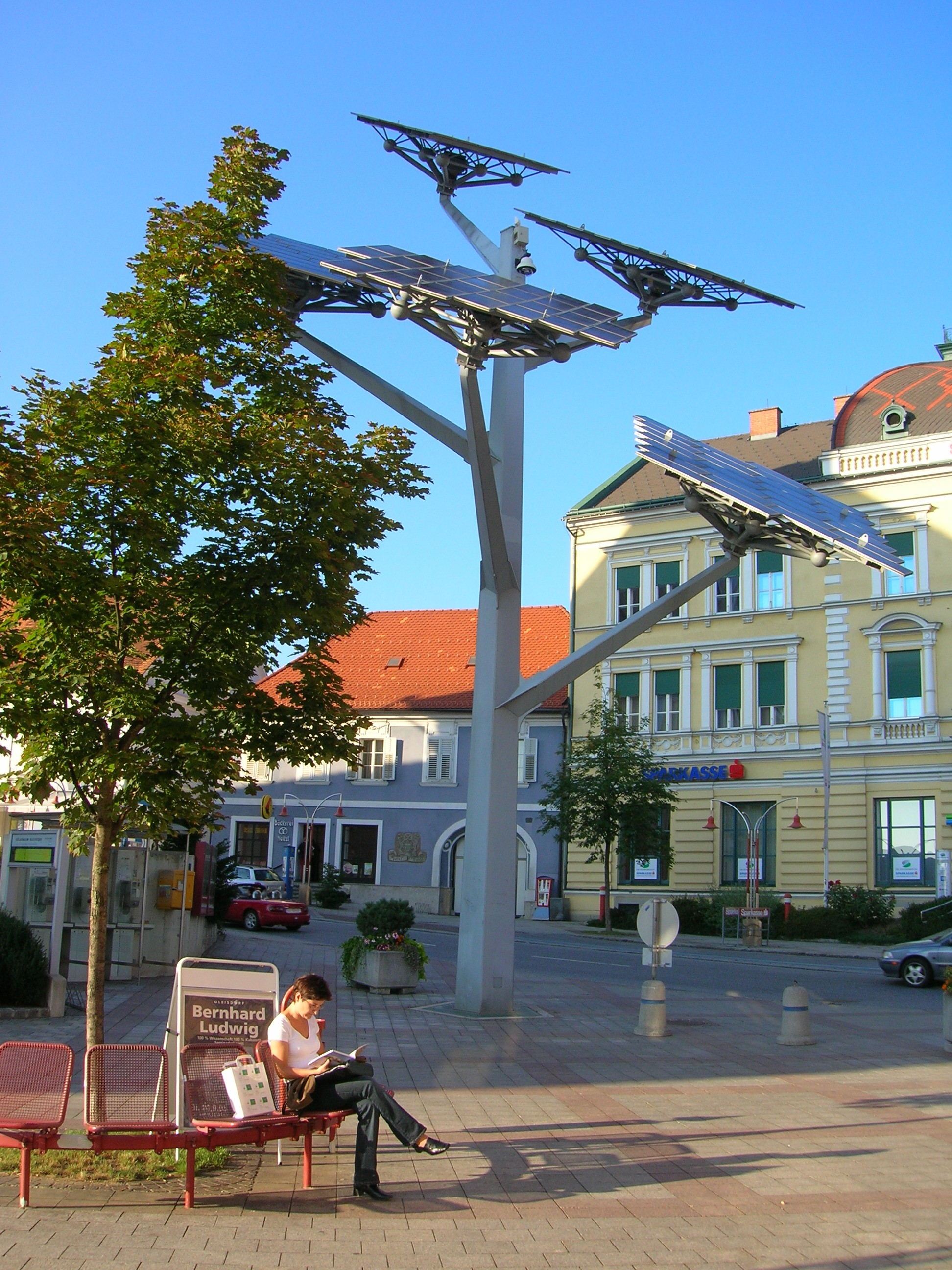
درخت خورشیدی واقع در اتریش

## ماژول‌های خورشیدی هوشمند
چندین کمپانی شروع به گنجاندن الکترونیک در ماژول‌های PV خود کرده‌اند. این کار، اجرای ردیابی نقطه توان را به ماکزیمم می‌رساند (برای هر ماژول) و اندازه‌گیری داده‌های عملکرد را برای نظارت و کشف خطا در سطح ماژول، ممکن می‌سازد. برخی از این راه حل‌ها، از بهینه‌سازهای توان بهره می‌گیرند. تکنولوژی تبدیل DC – به – DC برای به حداکثر رساندن بار توان حاصل از سامانه‌های فتوولتاییک خورشیدی ۱۰ اختراع شده‌اند. این الکترونیک می‌تواند تأثیرهای سایه را جبران کند وقتی که سایه روی یک قسمت از ماژول می‌افتد، خروجی الکتریکی یک یا چند زنجیره از سلول‌های ماژول به صفر می‌رسد، ولی خروجی کل ماژول به صفر کاهش نمی‌یابد. عملکرد ماژول و پیر شدن آن: عملکرد ماژول معمولاً تحت شرایط تست استاندارد (STC) درجه‌بندی می‌شود. تشعشع یا تابش 1000 W/m^۲، طیف خورشیدی AM I.5 و دمای ماژول ۲۵°C. ویژگی‌های الکتریکی شامل توان نامی، ولتاژ مدار باز، جریان مدار کوتاه، ولتاژ توان ماکزیمم، جریان توان ماکزیمم، توان پیک یا اوج و بازده ماژول می‌باشد. ولتاژ نامی به ولتاژ باتری گفته می‌شود که ماژول با آن ولتاژ بهترین تناسب را با باتری پیدا می‌کند: این واژه از زمانی که ماژول‌های خورشیدی فقط برای شارژ باتری به کار می‌رفتند، باقی‌مانده و به کار رفته‌است. خروجی ولتاژ واقعی ماژول تغییر می‌کند مثلاً روشنایی، دما و شرایط بار تغییر می‌کنند، بنابراین هرگز ولتاژ خاصی وجود ندارد که ماژول با آن کار کند. ولتاژ نامی به کاربران کمک می‌کند تا آن‌ها مطمئن شوند که ماژول با یک سامانه داده شده، سازگار است. ولتاژ مدار باز یا VOC، ولتاژ ماکزیممی است که ماژول می‌تواند هنگام اتصال با یک مدار یا سامانه الکتریکی تولید کند. VOC را می‌توان با ولت‌متری که مستقیماً به یک پایانه روشن ماژول وصل شده یا به کابل جدا (قطع شده) متصل شده، اندازه‌گیری کرد. درجه توان اوج، WP، خروجی ماکزیمم تحت شرایط تست استاندارد است. معمولاً ماژول‌هایی با اندازه تقریبی 1X2 متر یا 2X4 پا، هستند از میزان پایین 75watt تا 350watt، بسته به راندمانشان، دامنه دارند. در زمان تست، ماژول‌های تست براساس نتایج تستشان، می‌شوند. مثلاً یک سازنده می‌تواند ماژول‌هایش را در افزایش‌های ۵ وات، درجه‌بندی کند یا آن‌ها را به صورت ۳ - / + %، ۵ - / + %، ۰ - / ۳ + %، ۰ - / ۵ + % درجه‌بندی کرد. ماژول‌های خورشیدی باید در مقابل باران، تگرگ، برف سنگین و سیکل‌های گرما و سرما طی سال‌های بسیار، مقاوم باشند. بسیار از سازندگان ماژول سیلیکون کریستالی، ضمانتی / گارانتی را ارائه می‌دهند که تولید الکتریکی را به مدت ۱۰ سال با خروجی درجه‌بندی شده توان – ۹۰٪ - و عمر ۲۵سال با خروجی ۸۰٪، گارانتی می‌کنند.

## بازیافت کردن
اکثر بخش‌های ماژول خورشیدی را می‌توان بازیافت کرد که یعنی ۹۷ درصد مواد نیمه رسانای ویژه یا شیشه و فلزات فروس و غیر فروس. برخی از کمپانی‌های خصوصی و سازمان‌های غیرانتفاعی در حال حاضر مشغول فعالیت‌های بازیافت ماژول‌های از رده خارج شده هستند. توانایی‌های بازیافت‌سازی به نوع تکنولوژی به کار رفته در ماژول‌ها بستگی دارند:

### ماژول‌های سیلیکون محور
فرم‌های آلومینیومی و جعبه‌های اتصال، به صورت دستی در شروع فرایند و پروسه، پیاده می‌شوند. سپس ماژول در یک آسیاب خرد شده و اجزاء متفاوت آن، مثل شیشه، پلاستیک و فلزات جدا می‌شوند. با این روش امکان بازیافت بیش از ۸۰ درصد از وزن تازه، وجود دارد این پروسه را می‌توان به وسیله بازیافت‌کننده‌های شیشه‌ای مسطح انجام داد چون مورفولوژی (ریخت‌شناسی) و شکل یک ماژول pv مشابه با شیشه‌های صاف ساختمان‌ها و صنایع اتومبیل‌سازی است. شیشهٔ بازیافت شده، سریعاً از سوی صنعتگران / کمپانی‌های عایق‌سازی و فوم شیشه‌ای خریداری می‌شود

### ماژول‌های غیر سیلیکونی
آن‌ها به تکنولوژی‌های بازیافت خاصی نیاز دارند مثلاً استفاده از وانهای شیمیایی برای جدا کردن مواد نیمه رسانای متفاوت. برای ماژول‌های کادمیوم فلورید، پروسه بازیافت با خرد کردن ماژول و جدا کردن اجزاء مختلف شروع می‌شود. این پروسه برای بازیافت ۹۰٪ شیشه و ۹۵ درصد مواد نیمه رسانا طراحی شده‌است در سال‌های اخیر، کمپانی‌های خصوصی تجهیزات بازیافت‌کننده را در مقیاسی بزرگ ساخته و راه‌اندازی کرده‌اند. از سال ۲۰۱۰، کنفرانس سالانه اروپایی، کلیه سازندگان، بازیافت کنندگان و محققان را گرد هم می‌آورد تا به آینده بازیافت ماژول pv رسیدگی کنند.

## تولید
در سال ۲۰۱۰ میلادی، 15/9GW از تأسیسات سامانه PV خورشیدی تکمیل شد و براساس آمار قیمت‌گذاری PV و گزارش کمپانی‌های تحقیق بازار، رقم ۸/۱۱۷ درصدی از رشد و پیشرفت این تأسیسات بر پایه سالیانه، محاسبه شد. سازندگان ماژول PV صادرات ماژول‌های خورشیدی را در سال ۲۰۱۰ میلادی افزایش دادند. آن‌ها فعالانه ظرفیت خود را توسعه دادند و به نقش آفرینان GW (گیگاوات) تبدیل شدند. براساس اطلاعات PV، پنج تا از ده کمپانی برتر در سال ۲۰۱۰ میلادی، در میان نقش آفرینان بودند. Suntech, Firt Solar, Sharp, Yingli و Trina Solar هم‌اکنون تولیدکنندگان GW هستند و صادرات خود را در سال ۲۰۱۰ دو برابر کرده‌اند.

### سه تولیدکننده برتر
سه تولید کننده برتر ماژول خورشیدی در سال ۲۰۱۰ عبارت بودند از: (این رقم هر ساله تغییر می‌کند)
1. Suntech
2. ringly
3. Sun Power

## قیمت
اطلاعات متوسط قیمت به سه طبقه یا دسته تقسیم می‌شود:
- خریداران مقادیر کوچک
- خریداران رنج متوسط
- خریداران کمیت / مقادیر بزرگ.

در کوتاه مدت، کاهش نظام مهندسی در قیمت سلول‌ها و ماژولها وجود خواهد داشت. مثلاً در سال ۲۰۱۲، برآورده شده که هزینه به ازای هر وات، حدود ۶۰٪ دلار آمریکاست یعنی ۲۵۰ برابر کمتر از هزینه آن در ۱۹۷۰ (۱۵۰ دلار آمریکا) قیمت‌های دنیای واقعی (مجازی) بستگی زیادی به شرایط آب و هوایی بومی دارد. در کشورهای آسمان ابری مثل بریتانیا، قیمت در هر kw بیش از کشورهای آفتابی تر مثل اسپانیا است. با پیروی از RMI، مؤلفه BOS، هزینه ماژول‌ها به حدود نیمی از هزینه‌های کل تأسیسات رسیده‌است. برای ایستگاه‌های تجارت توان خورشیدی که الکتریسیته برای ورود به شبکه انتقال فروخته می‌شود. هزینه انرژی خورشیدی باید با قیمت فروش الکتریسیته متناسب باشد. برخی از سامانه‌های فتوولتاییک مثل تجهیزات پشت بامی، می‌توانند توان را مستقیماً به یک کاربر الکتریسیته عرضه کنند. در این موارد، زمانی که هزینه خروجی با قیمتی که کاربر برای مصرفش می‌پردازد، جور باشد، تجهیزات رقابتی می‌شوند. تحقیقات انجام شده از سوی ENengy – UN در سال ۲۰۱۲، نقاطی از کشورهای آفتابی را نشان می‌دهد که قیمت الکتریسیته بالایی دارند مثل ایتالیا، اسپانیا و استرالیا یا نواحی که از ژنراتورهای دیزلی استفاده می‌کنند. (آنها به قیاس یا تشابه گرید فروش رسیده‌اند). برافراشتن و نصب سامانه‌ها

## نصب بر روی زمین
سامانه‌های فتوولتاییکی که روی زمین نصب می‌شوند، معمولاً بزرگ و در سطح یا مقیاس تجهیزات بزرگ خدمات رفاهی هستند. ماژول‌های خورشیدی آن‌ها به وسیله فرام‌ها یا میله‌هایی که به تکیه گاه‌های زمینی (نصب شده روی زمین) وصل هستند، نگه داشته می‌شوند. تکیه گاه‌های نصب زمینی شامل موارد زیر است: تکیه گاه‌های یا سکوهای میله‌ای که مستقیماً به زمین وصلند یا در داخل سیمان و بتن جای می‌گیرند تکیه گاه‌های فندانسیونی مثل صفحات بتونی یا فوتینگ‌ها تکیه گاه‌هایی با فوتینگ شن ریزی شده، مثل پایه‌های بتونی و فولادی که برای ایمنی سامانه ماژول و حفظ آن در محل، از وزن خود استفاده می‌کنند و به نفوذ در زمین نیازی ندارند. این نوع نصب مناسب جاهایی است که حفاری ممکن نیست مثل گورستان‌های سر پوشیده. امکان تعویض مکانی این سامانه‌ها نیز وجود دارد.

## نصب بر روی پشت بام
سامانه‌های توان خورشیدی که روی پشت بام نصب می‌شوند، از ماژول‌هایی تشکیل شده‌اند که به وسیلهٔ میله‌ها یا فرام‌هایی که متصل با تکیه گاه‌های پشت بامی، نگه داشته می‌شوند.
تکیه گاه‌های نصب پشت بامی، شامل موارد زیر است: سکوی نصب میله‌ای که مستقیماً به ساختار پشت بام وصل شده و می‌تواند برای اتصال ماژول به میله‌ها یا فراهم، از ریل‌های بیشتری استفاده کند. تکیه گاه‌هایی با فوتینگ شن ریزی شده، مثل پایه‌های بتونی یا فولادی که از وزن خود برای ایمنی سامانه پنل در مکان استفاده می‌کنند و به نفوذ در زمین احتیاجی ندارند. این متد نصب، امکان جابجایی سیتم پنل خورشیدی را بدون تأثیر مخرب بر ساختار پشت بام، فراهم می‌سازد. تمام سیم پیچی‌هایی که ماژول‌های خورشیدی را به تجهیزات برداشت انرژی وصل می‌کنند، باید براساس کدهای الکتریکی محلی نصب شوند و در کانال‌ها یا لوله‌های مناسب برای شرایط آب و هوایی راه‌اندازی شوند.

## ردگیر خورشیدی
ردگیرهای خورشیدی (به انگلیسی: Solar Tracker)، میزان انرژی تولید شده در هر ماژول را افزایش می‌دهند و هزینه پیچیدگی مکانیکی و نیاز به مرمت را کاهش می‌دهند. آن‌ها جهت خورشید را تشخیص داده و به سمت آن می‌چرخند تا به حداکثر رویارویی خود با نور خورشید برسند.

## میله‌های ثابت
میله‌های ثابت، ماژول‌ها را ثابت نگه می‌دارند. میله‌های ثابت زاویه را در نقطه نصب ماژول، تنظیم می‌کنند. زاویه‌های کج / مایل متناظر با عرض تجهیزات، رواج زیادی دارند. اکثر این میله‌های ثابت روی تیرهایی بالای زمین قرار می‌گیرند.

## مرمت و نگهداری پنل خورشیدی
راندمان تبدیل پنل خورشیدی که نوعاً ۲۰ درصد است به وسیله گرد و غبار، دوده، گرده‌ها و ذرات دیگری که روی پنل جمع می‌شوند، کاهش می‌یابد. "پنل خورشیدی کثیف می‌تواند قابلیت توان خود را تا ۳۰ درصد در نواحی آلوده و پر گرد و غبارتر، پایین آورد". این نکته را سیموس کوران، پروفسور فیزیک دانشگاه هوستون و مدیر مؤسسهٔ نانو انرژی می‌گوید. او متخصص طراحی، مهندسی، مونتاژ نانو ساختارها است. برای آرایه‌های خورشیدی غیر "خود – پاک‌کننده"، پاکسازی معمولی و منظم از سوی کمپانی شیشه شوی حرفه‌ای یا افرادی که می‌توانند کار پاکسازی را به صورت برنامه‌ای منظم انجام دهند، صورت می‌گیرد. به گفته AI The Clear Chaice، که یک کمپانی کالیفرنیایی (در اصل) است و خدمات پاکسازی پنل خورشیدی انجام می‌دهد: "پنل‌های خورشیدی مثل پنجره‌ها یا شیشه‌های ماشین خانه یا کمپانی هستند. آن‌ها با باران و گرد و غبار و دود و خاکسترهای دودکش و فضولات پرنده برگ‌ها و سایر زباله‌های زیست‌محیطی، کثیف می‌شوند. این کثیفی از جذب نور خورشید به درون پنل‌ها می‌کاهد و راندمان آن‌ها را پایین می‌آورد. در نتیجه، انرژی کمتری برای استفاده در ساختمان شما یا برای فروش به کمپانی خدماتی شماست.

## استانداردها
دستگاه‌هایی با ماژول‌های فتوولتاییک ایستگاه‌های فضایی و مصنوعات فضایی که از ماژول‌های فتوولتاییک برای تولید توان استفاده می‌کنند.

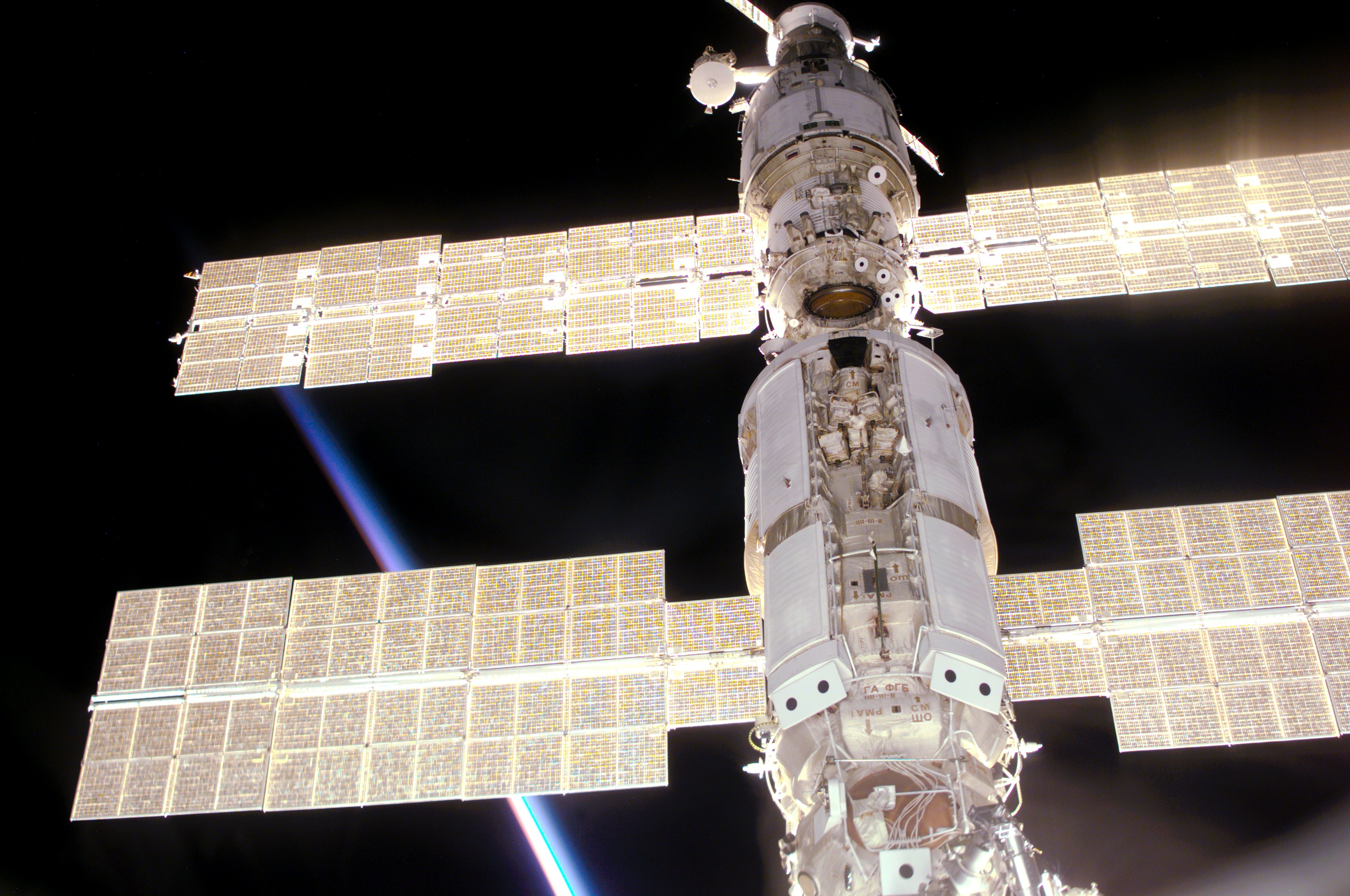
استفاده از سلول‌های خورشیدی در ایستگاه فضایی بین‌المللی (ISS)

## نگارخانه

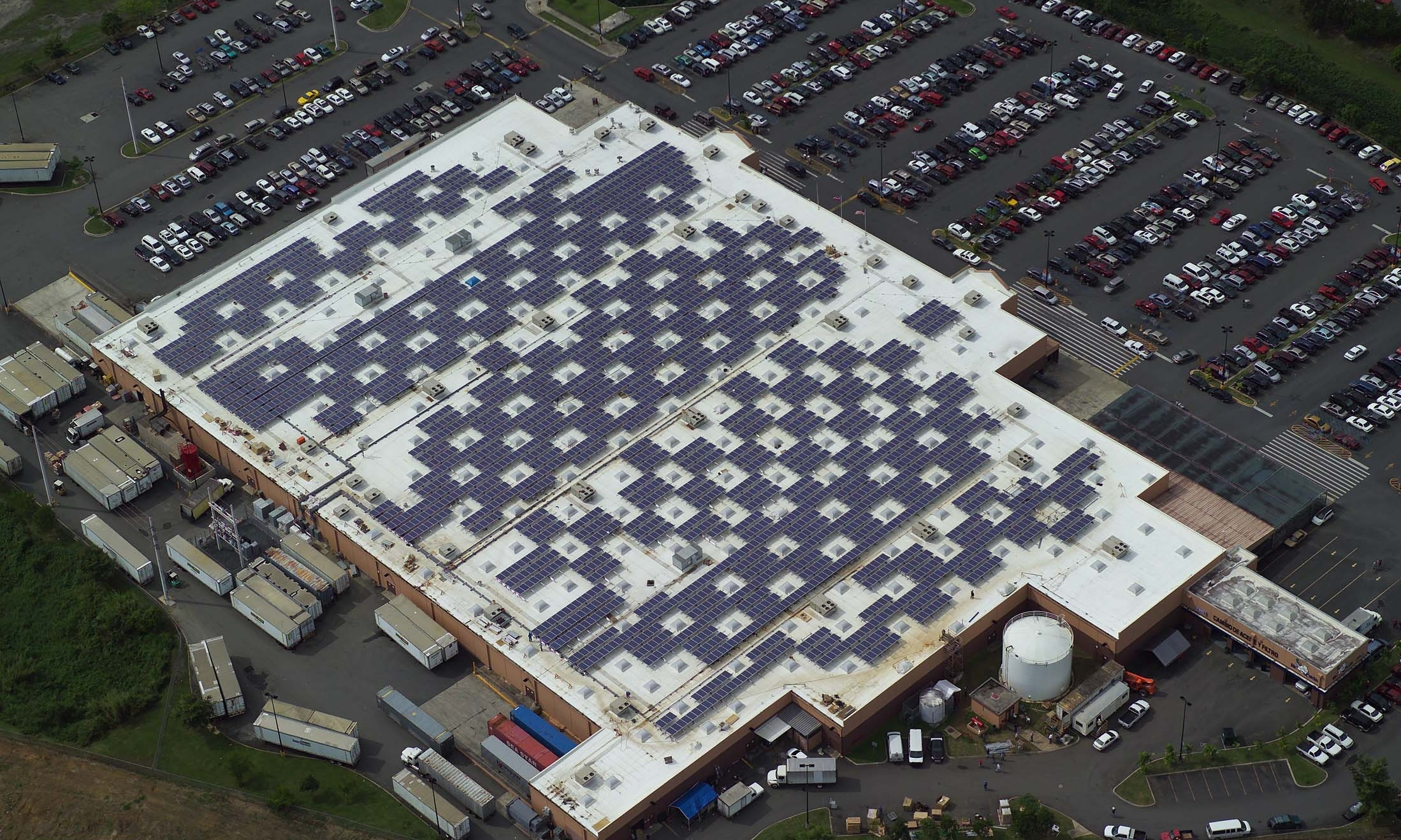
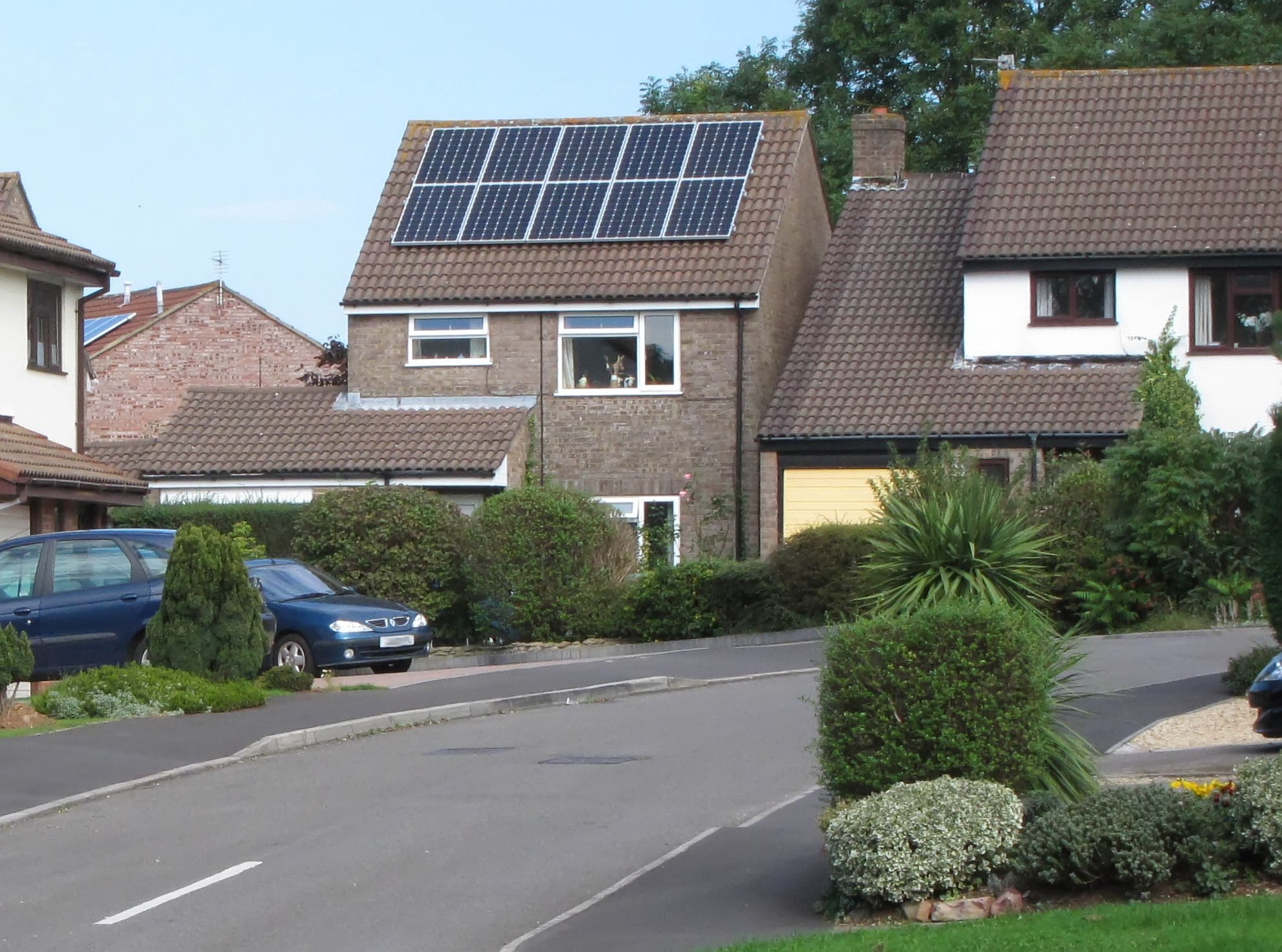